# الجفر (قرية)
الجفر؛ قرية سعودية في منطقة المدينة المنورة، تقع غرب المدينة المنورة وتبعد عنها حوالي 30 كلم مع طريق ضبوعه المعروف غرب المدينة المنورة وتتبع إداريا مركز الفريش التابع لمنطقة المدينة المنورة. والقرية معروفة بأرضها الزراعية الجيدة ويوجد بها مركز صحي ومجمع مدارس للبنين والبنات.

## الخدمات
تنقص قرية الجفر خدمات كثيرة من أهمها المياه والسفلتة والتخطيط الجيد والصرف الصحي. وردائة الاتصالات المتوفرة بها. كما ينقصها مركز للشرطة.

## اثار ومعالم
كنوز من الآثار تحتضنها جبال وأودية قرية الجفر 35 كم غرب المدينة المنورة وتتضح مكامن أهمية هذه المجموعة من الآثار الخطية الصخرية المؤرخة، أنها تغطي فترة تاريخية مديدة لقرون مضت، وجميع تلك النقوش تعد نماذج مصدرية أصيلة يعتمد عليها لتكون مرجعية علمية عند دراسة ومقارنة حالة ووضعية الكتابة العربية الإسلامية الصخرية ومراحل تطورها في فتراتها التاريخية غير المحددة تحمل المضامين النصية لهذه الكتابات الصخرية كغيرها من النقوش وأدعية دينية تتخللها إثباتات الإيمان والشهادة والتوكل على الله تعالى مستلهمة تراكيبها اللفظية من وحي آيات الكتاب الكريم والسنة النبوية وأهمية هذه النصوص والأدعية الدينية ولا تقف فقط عند محتوياتها المهمة بل تنبع من قيام أصحابها بتوثيق ما دونه عن طريق إثبات اسم الشهر والتاريخ والسنة، وشعارات ورسوم وأشكال متعددة.
ويقول أحد خبراء الآثار أن الصلة الرابطة بين هذه النصوص الخطية المؤرخة ومحيطها الجغرافي المجاور تعكس مجريات الحياة وإيقاعاتها وحيويتها المستمدة من النشاط الإنساني في وقتها. كما أن هذه الوثائق تعد كنزا معرفيا يجب الحفاظ عليه للأجيال القادمة باعتباره سلاحا هاما للأجيال العربية في حفظ هويتها.
وقد أولت الدولة الكثير من الاهتمام بتأسيس وتجهيز وتهيئة مؤسسات متخصصة بالحفاظ على الوثائق بالإمكانات والقوى البشرية المؤهلة التي تقوم بتقديم الخدمة الأرشيفية والمكتبية والمعلوماتية للمواطن السعودي، ولكن تعاني هذه الآثار من الإهمال الواضح من قبل سكانها بسبب الجهل بقيمتها، دون ادني اعتبار لما تحمله هذه الصخور من قيمة أثرية مهمة.